# Taeniapion urticarium atlanticum
Taeniapion urticarium atlanticum é uma subespécie de insetos coleópteros polífagos pertencente à família Apionidae.
A autoridade científica da subespécie é Uyttenboogaart, tendo sido descrita no ano de 1935.
Trata-se de uma subespécie presente no território português.